# Клаус Біттнер
Клаус Біттнер (нім. Klaus Bittner, 23 жовтня 1938) — німецький академічний веслувальник.
Олімпійський чемпіон 1960 року в складі вісімки, срібний призер 1964 року в складі вісімки.
Чемпіон Європи 1959 (вісімки), 1961 (розпашні четвірки без стернового), 1963 (розпашні четвірки зі стерновим), 1964 (вісімки) років.